# Amalia Holm
 Fanny Amalia Holm Bjelke, född 9 april 1995 i Oslo, är en svensk-norsk skådespelerska.

## Biografi
Holm har spelat rollen som Scylla Ramshorn i den amerikanska sci-fi/fantasyserien Motherland: Fort Salem, skapad av Eliot Laurence, som först kom ut på Freeform 2020.  Holm har även spelat rollen som Marion i norska serien Delete Me (2021) mot bland andra Happy Jankell och Thea Sofie Loch Næss. Hon medverkade i den norsksvenska tv-serien Midsommarnatt på Netflix som hade premiär 2024, skapad av Per-Olav Sørensen.
Holm talar flytande norska, engelska och tyska förutom svenska. Hon har ett stort samhällsengagemang och var bland annat 2014 kampanjgeneral för EU-minister Birgitta Ohlssons (Liberalerna) valkampanj. Holm gick på Nacka musikklasser som sångerska, och Kungsholmens gymnasium, och hon har en kandidatexamen i statsvetenskap från Försvarshögskolan. Holm är bosatt i Stockholm.

## Filmografi i urval

### Film
- 2013 – Tyskungen
- 2015 – Alena
- 2017 – Den eviga vägen
- 2018 – The Girl in the Spider's Web

### TV-serie
- 2015 – En delad värld
- 2016 – Vårdgården
- 2016 – Heroes of the Baltic Sea
- 2017 – Playground
- 2017 – Saltön
- 2018 – Jägarna
- 2018 – Farliga beroenden (1 avsnitt)
- 2019 – Gösta (1 avsnitt)
- 2019 – Kommissarien och havet
- 2020 – Den sista sommaren
- 2020 – Motherland: Fort Salem
- 2021 – Delete Me
- 2024 - Midsommarnatt
- 2025 – Åremorden (TV-serie)